# Densità dei portatori di carica
La densità dei portatori di carica indica il numero di portatori di carica per volume. È misurato in m-3. Come ogni densità può dipendere dalla posizione.
Non va confusa con la densità di carica che si misura in coulomb per m-3.
La densità portatori di carica è la densità di particelle, e l'integrale su un volume {\displaystyle V} indica il numero di portatori di carica {\displaystyle N} in quel volume
{\displaystyle N=\int _{V}n(\mathbf {r} )\,\mathrm {d} V}.
dove {\displaystyle n(\mathbf {r} )} è la densità dei portatori di carica in funzione della posizione. 
Nel caso in cui la densità non dipenda dalla posizione allora è un valore costante {\displaystyle n_{0}} e l'integrale si semplifica in
{\displaystyle N=V\cdot n_{0}}.
La densità dei portatori di carica trova impiego nelle equazioni della conduttività elettrica e in altri fenomeni come la conducibilità termica.